# Алексей Кудрин
Алексей Леонидович Кудрин (р. 1960 г. в град Добеле в Латвийската ССР) е руски политик, министър на финансите от 2000 до 2011 г.

## Биография
Роден е на 12 октомври 1960 година в град Добеле в днешна Латвия. Баща му е военнослужещ, а майка му – счетоводител. Семейството живее по гарнизони – в Прибалтика, Задбайкалието и Северна Русия. Алексей Кудрин завършва гимназия в Архангелск, където свири на китара във вокално-инструменталния състав.
През 1978 година постъпва във вечерното отделение на Икономическия факултет към Ленинградския държавен университет, тъй като не му достига бал за дневното. След първи курс се прехвърля на дневно обучение. Завършва факултета през 1983 година.
През декември 1985 година постъпва на редовна аспирантура към икономиоческия институт към Академията на науките на СССР. През 1988 година защитава научна степен „кандидат на икономическите науки“ с тема на дисертацията „Сравнимость в механизме реализации отношений экономического соревнования“, в която изследва антимонополната политика и развитието на конкуренцията в условията на пазарно стопанство. През същата година започва научна дейност в Института за социално-икономически проблеми към Академията на науките на СССР.
През октомври 1990 година е избран за заместник-председател на Комитета по икономически реформи в изпълкома на Ленсъвета. След закриването на този комитет, Кудрин започва работа в Комитета за управление на Ленинградската зона за свободно предприемачество. През ноември 1991 година става заместник-председател на Комитета за икономическо развитие на Санкт Петербург, като отговаря за инвестиционната политика. През август 1992 година е избран за председател на Главното финансово управление при кметство Санкт Петербург (впоследствие преименувано на Финансов комитет). През 1993 година, по време на кмета Анатолий Собчак е избран за негов първи заместник, член на градската управа и за председател на Комитета по икономика и финанси към Петербургското кметство, където работи заедно с Владимир Путин.
През август 1996 година е назначен за заместник-ръководител на Администрацията на президента на Руската федерация (РФ) и за началник на Главното контролно управление на президента на РФ.
През март 1997 година е назначен за първи заместник на министъра на финансите на РФ Анатолий Чубайс. През януари 1999 година е избран за първи заместник-председател на управата на РАО „Единна енергийна система на Русия“. През юни 1999 година става първи заместник-министър на финансите на Русия. На 18 май 2000 година по предложение на Владимир Путин е избран за вицепремиер – министър на финансите и оттогава е несменяем министър на финансите на Русия. Вицепремиер е до 9 март 2004 година и след 24 септември 2007 година, съвместявайки длъжността министър на финансите.